# Lophojoppa convergens
Lophojoppa convergens là một loài tò vò trong họ Ichneumonidae.